# さよならケーキとふしぎなランプ
『さよならケーキとふしぎなランプ』は、2014年4月26日公開の日本映画。

## 概要
吉祥寺を愛し発展を願う「吉祥寺で映画を撮ろう！」プロジェクトの第4弾作品。地元に密着した映画製作から劇場公開までを一貫して行う地域密着型の映画を、2014年5月末閉館の吉祥寺バウスシアターのクロージング作品として公開された。
監督は『ゆるせない、逢いたい』にて海外映画祭の主要部門に選出された、金井純一。主演は映画初出演のミュージシャン・堂島孝平が務めた。

## キャスト
- このぎし - 堂島孝平[1][2][3][4][5]
- 波奈美あき - 平田薫[1][3][4][5]
- ヨネスケ[1][2][3][4][5]
- 坂田雅彦[1][2][3][4][5]
- 田中世津子[1][2][3][4][5]
- 広澤草[1][2][3][4][5]
- 福場俊策[1][2][3][4][5]
- 二宮慶多[1][2][3][4][5]
- 梅垣義明[1][2][3][4][5]

## スタッフ
- 監督・編集 - 金井純一[1][2][6][7][8]
- 脚本 - 金井純一・ビーグル大塚[1][2][6][7][8]
- プロデューサー - 松江勇武・古賀奏一郎[1][2][6][7][8]
- 撮影 - 清村俊幸[1][2][6][7][8]
- 照明 - 藤本早苗[1][2][6][7][8]
- 録音 - 間野翼[1][2][6][7][8]
- 音楽 - 松本タカヒロ（TheTurtles）[1][2][6][8]
- 助監督 - 近藤有希[1][2][6][7][8]
- 制作担当 - 湯澤靖典[1][6][7][8]
- 製作 - 武蔵野映画社[1]
- 制作プロダクション - SS工房[1]
- イラスト - キン・シオタニ[1]
- 後援 - 多摩信用金庫[1]
- 協力 - 一般社会団法人武蔵野市観光機構・吉祥寺活性化協議会・武蔵境活性化委員会・TAIRAYA武蔵境店[1]
- 配給・宣伝 - ブラウニー・武蔵野映画社[1]

## DVD
2015年4月25日発売。タワーレコードにて、限定で販売。
- 発売元 - 武蔵野映画社